# Aneplasa sculpturata
Aneplasa sculpturata är en spindelart som beskrevs av Tucker 1923. Aneplasa sculpturata ingår i släktet Aneplasa och familjen plattbuksspindlar. Inga underarter finns listade i Catalogue of Life.